# Adler M 100
Die Adler M 100 ist ein Kleinkraftrad der Adlerwerke vorm. Heinrich Kleyer A. G. in Frankfurt am Main. Gebaut wurde sie von 1949 bis 1956 und war mit rund 35.000 Einheiten das erfolgreichste Modell der Marke.

## Geschichte
Vor dem Zweiten Weltkrieg stellte Adler Autos, Motorfahrräder mit Sachs-Motor, Fahrräder und Büromaschinen her. Der Krieg unterbrach diese Produktion zugunsten von Rüstungsgütern. Neubeginn war 1948, entgegen dem ursprünglichen Plan ohne Automobile. Angesichts des großen Bedarfs an preisgünstigen motorisierten Zweirädern entwickelte Adler ein Kleinkraftrad mit einem auf 60 cm³ Hubraum begrenzten Motor, wie es die Alliierten vorgeschrieben hatten. Diese Hubraumbegrenzung bestand jedoch nur kurze Zeit, sodass am 11. Oktober 1949 die allgemeine Betriebserlaubnis für die Adler M 100 mit 100-cm³-Motor erteilt wurde.

## Motor und Getriebe
Die Adler M 100 hat einen fahrtwindgekühlten Adler-Einzylinder-Zweitaktmotor mit Flachkolben, Umkehrspülung und einem 16-mm-Vergaser von Amal oder Pallas oder einem 17-mm-Bing-Vergaser. Der Hubraum ist auf dem Typenschild mit 98,175 cm³ angegeben (Bohrung und Hub 50 Millimeter); die Leistung beträgt 3,75 PS (2,8 kW) bei 4800/min und einer Verdichtung von 1 : 5,7. Die elektrische Anlage besteht aus einem Noris-Schwunglichtmagnetzünder mit 25 W Lichtleistung rechts am Motor und einer 6-Volt-Batterie; der Gleichrichter für den Ladestrom sitzt im Scheinwerfergehäuse. Gestartet wird der Motor mit einem Kickstarter.
Links am Motor ist ein Dreiganggetriebe mit Fußschaltung angeflanscht; eine Einscheiben-Trockenkupplung sitzt unmittelbar am Ende der zweifach kugelgelagerten Kurbelwelle. Zur eventuell nötigen Reparatur lässt sich das Getriebe leicht abnehmen. Über eine Rollenkette wird die Antriebskraft an das Hinterrad übertragen.

## Fahrwerk
Das Fahrwerk besteht aus einem Doppelrohrrahmen und einer nahtlos geschweißten Pressblech-Vorderradgabel mit geschobenen Kurzschwingen, Wickelbandfedern und einstellbaren Reibungsstoßdämpfern. Der Lenker ist verstellbar. Hinten hat die M 100 eine nicht gedämpfte Teleskopfederung (Geradewegfederung). Die beiden Bremstrommeln haben einen Durchmesser von 125 mm; die Bremsbeläge sind 20 mm breit.

## Ausstattung
Zur serienmäßigen Ausstattung der Adler M 100 gehörten unter anderem Diebstahlsicherung im Steuerkopf, beleuchteter Tachometer im Scheinwerfer eingebaut, Werkzeugkasten im Kraftstofftank, Sattel mit Druckfedern und ein zur Aufnahme eines Soziussitzes geeigneter Gepäckträger. Ausklappbare Seitenstützen an den Fußrasten erwiesen sich als unzweckmäßig und wurden im Laufe der Bauzeit durch einen Mittelständer ersetzt, der auch nachgerüstet werden konnte.

Adler M 100
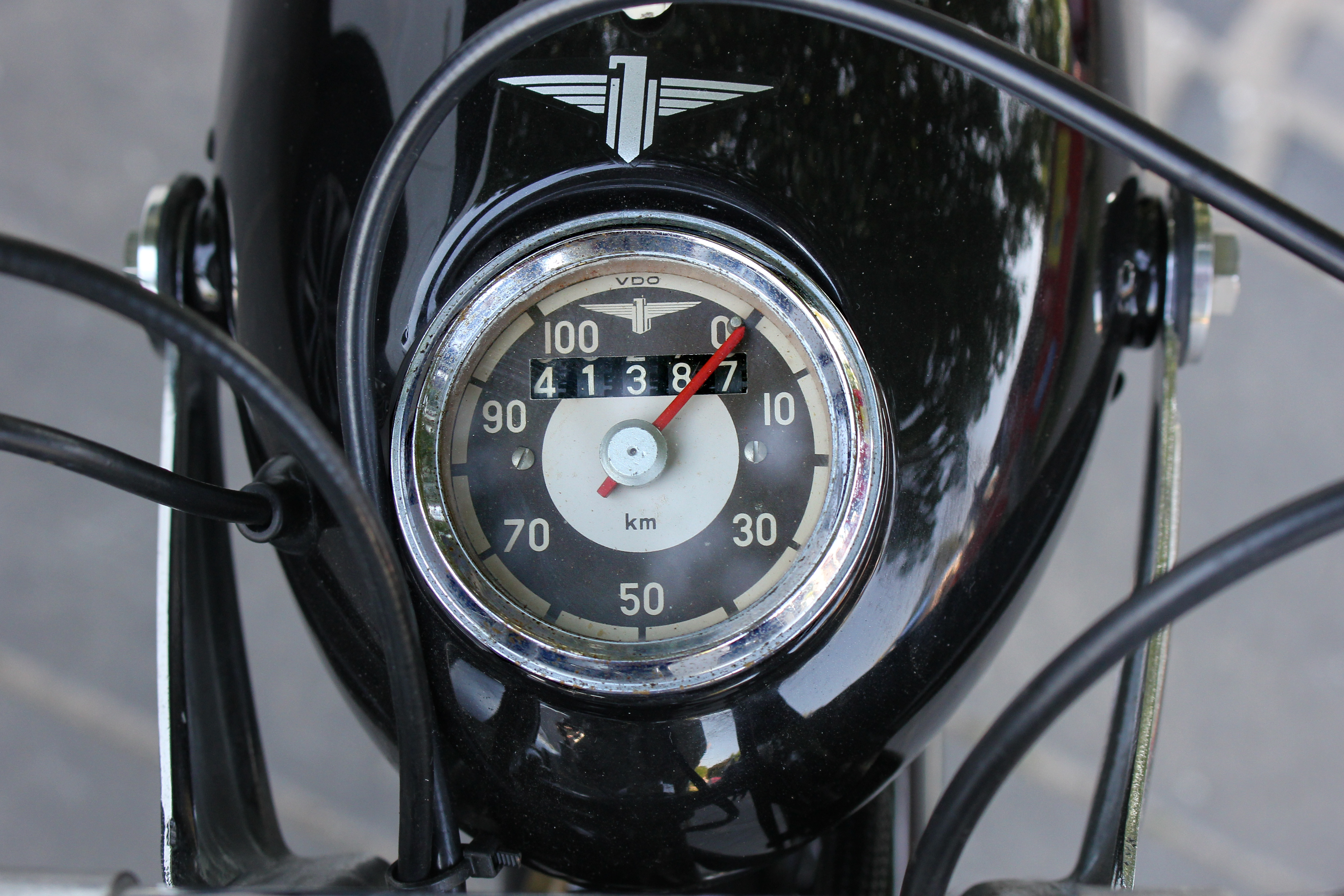
Tachometer
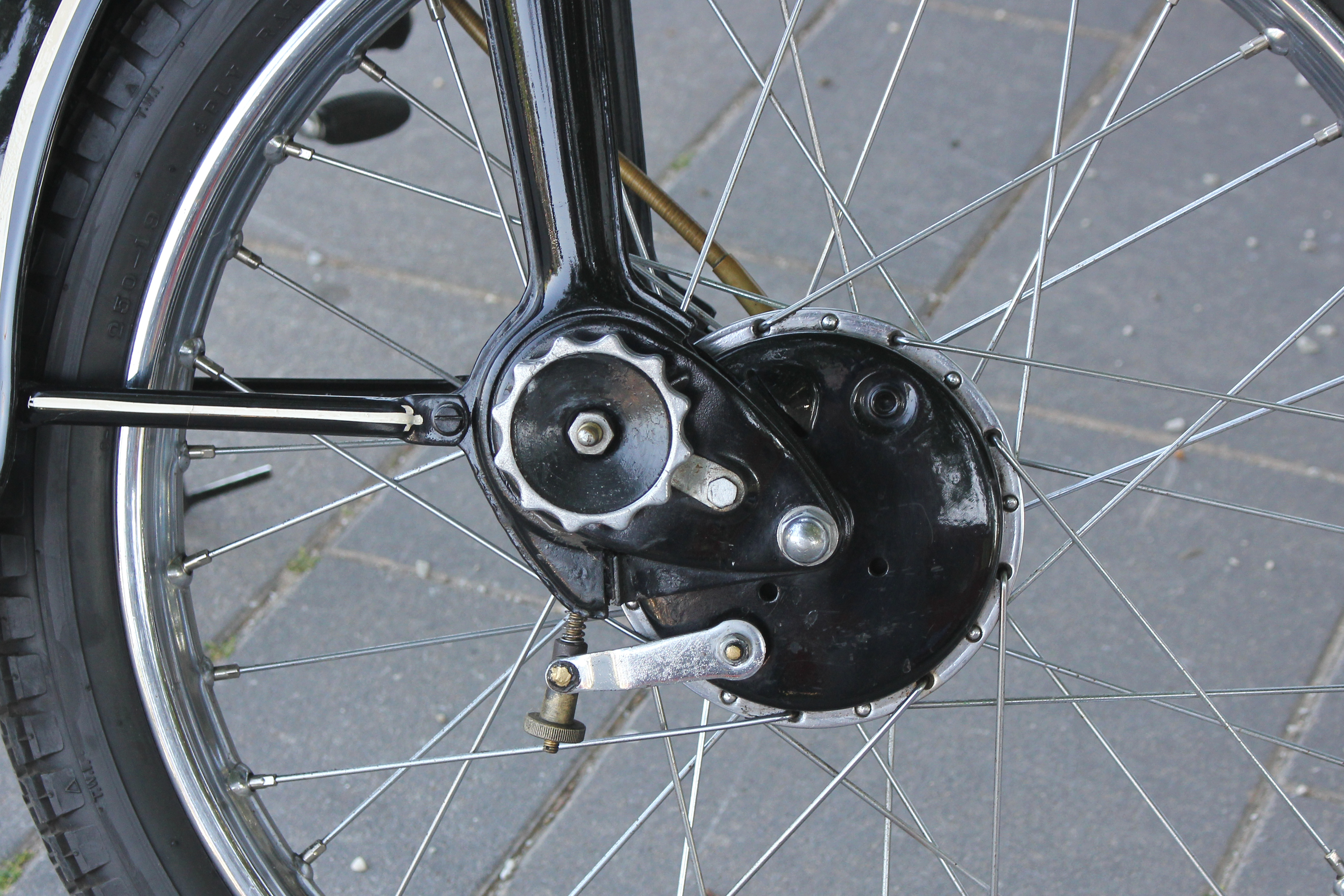
Kurzschwinge vorn
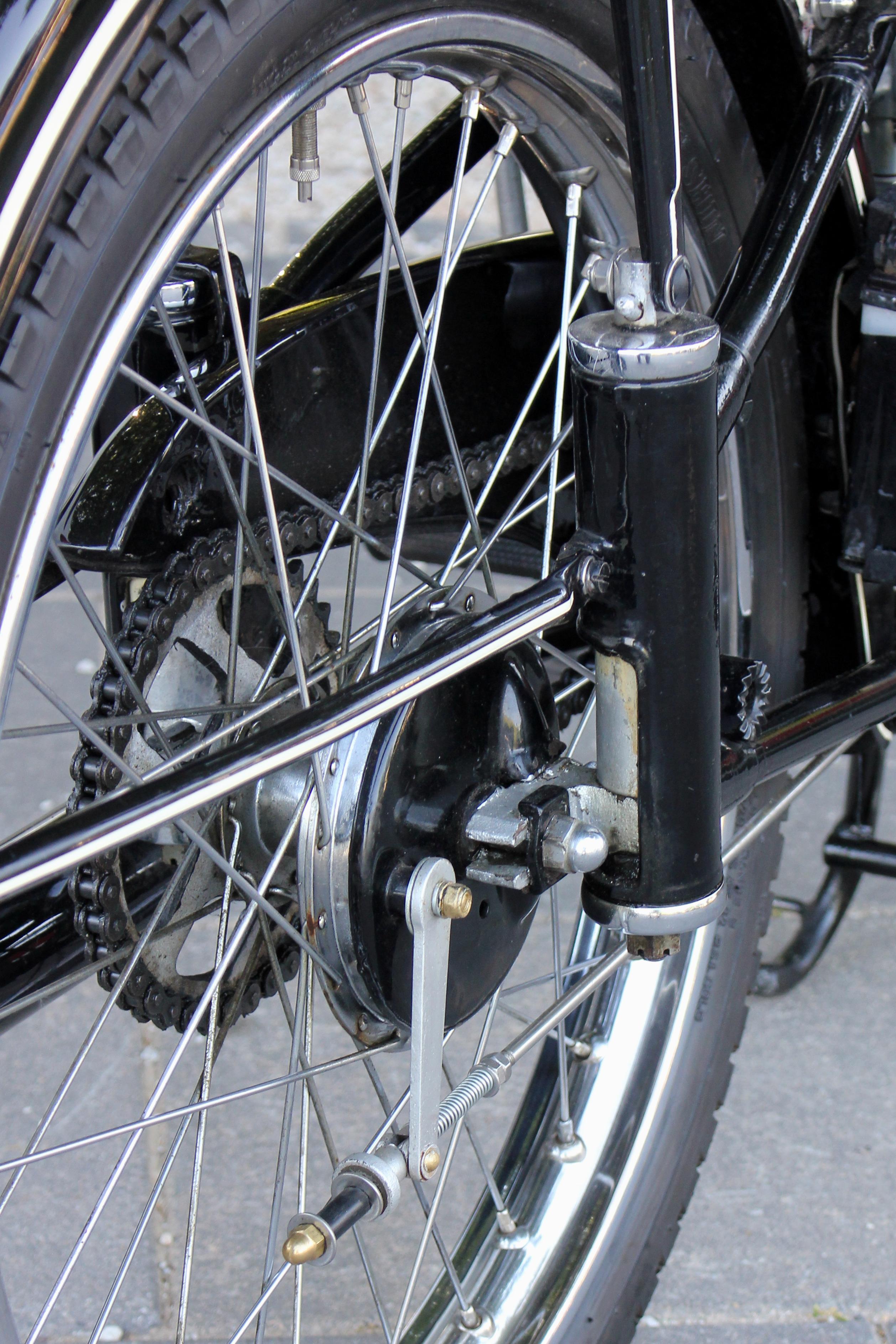
Hinterradfederung
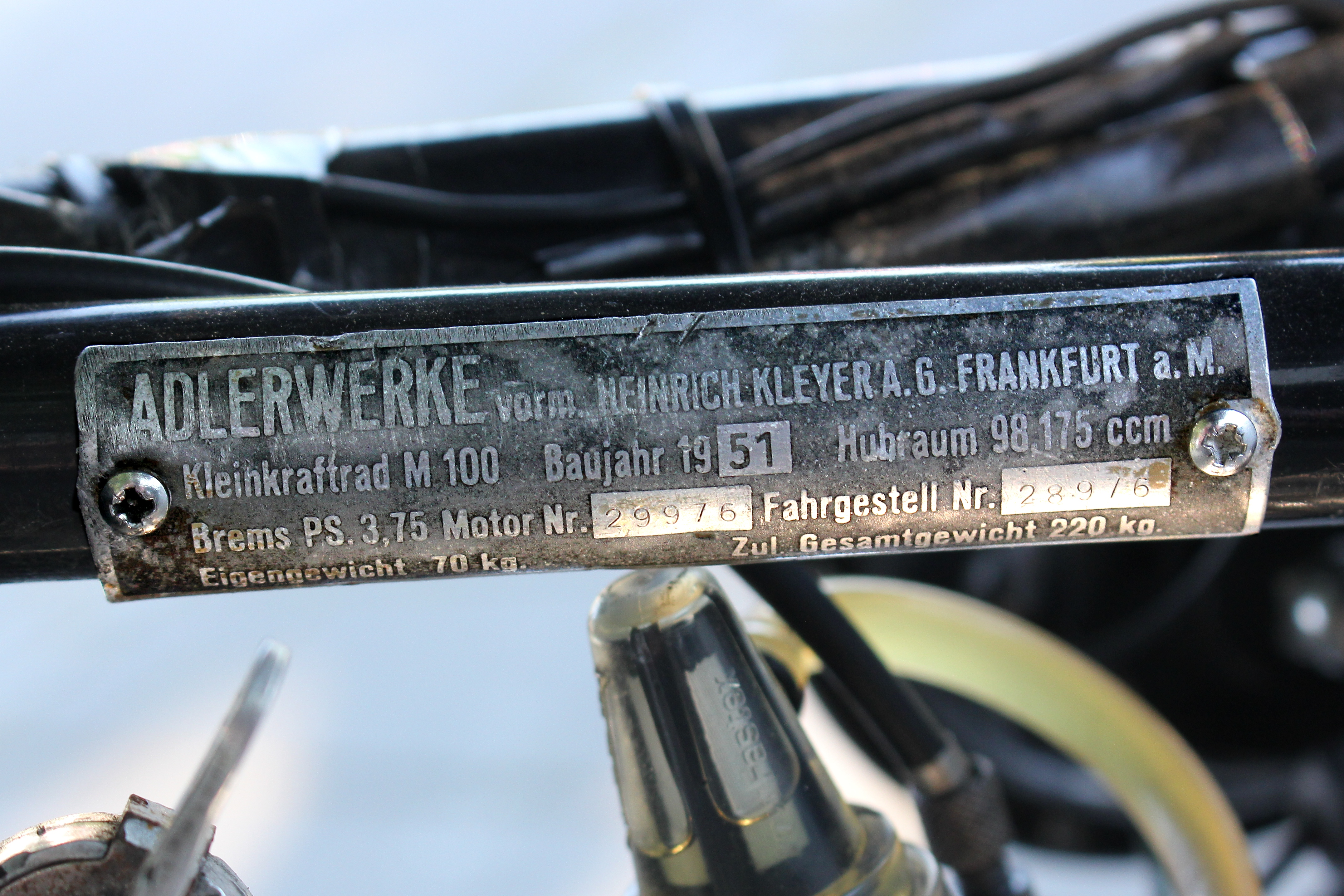
Typenschild
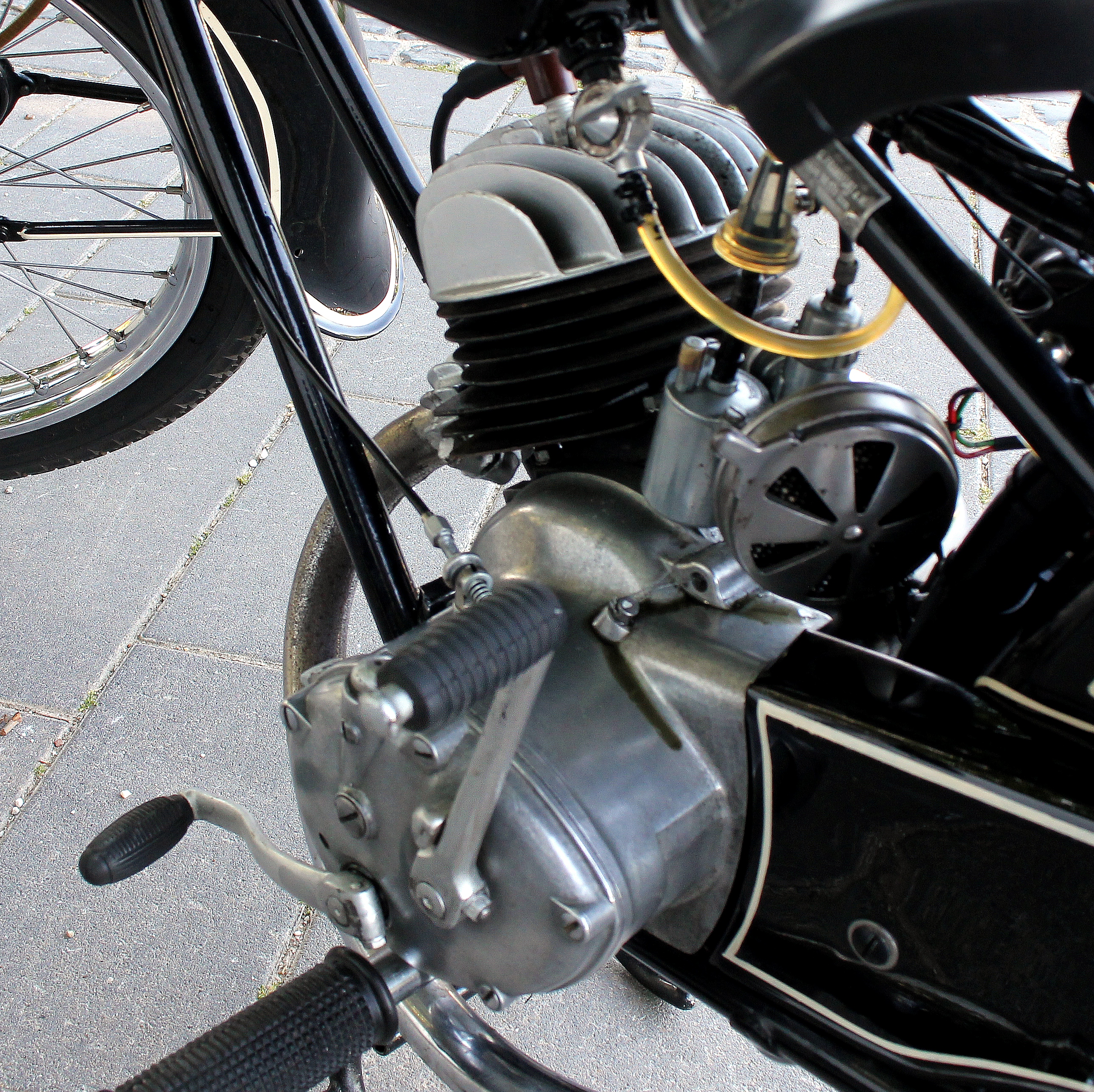
Getriebe und Motor

## Sonstiges
Die Adler M 100 ist ein niedriges und mit fahrfertig 70 kg leichtes Motorrad. Die Höchstgeschwindigkeit liegt bei 70 km/h und damit höher als bei den meisten Mitbewerbern ihrer Klasse; nur die NSU Fox mit Viertaktmotor und 6 PS ist schneller. Die Höchstgeschwindigkeit der kleinen Adler ist allerdings von stärkeren Vibrationen begleitet.
Zu Beginn der Bauzeit kostete die Adler 845 DM, der Preis stieg jedoch 1952 in Standardlackierung Schwarz auf 900 DM, mit Chromteilen 935 DM und in Rot 965 DM. Die Konkurrenzfabrikate waren durchweg billiger, eine NSU Fox mit 1135 DM aber wesentlich teurer. Der Normverbrauch (gemessen bei gleichbleibend 2/3 der Höchstgeschwindigkeit + 10 %) betrug 1,9 Liter auf 100 Kilometer.

## Technische Daten

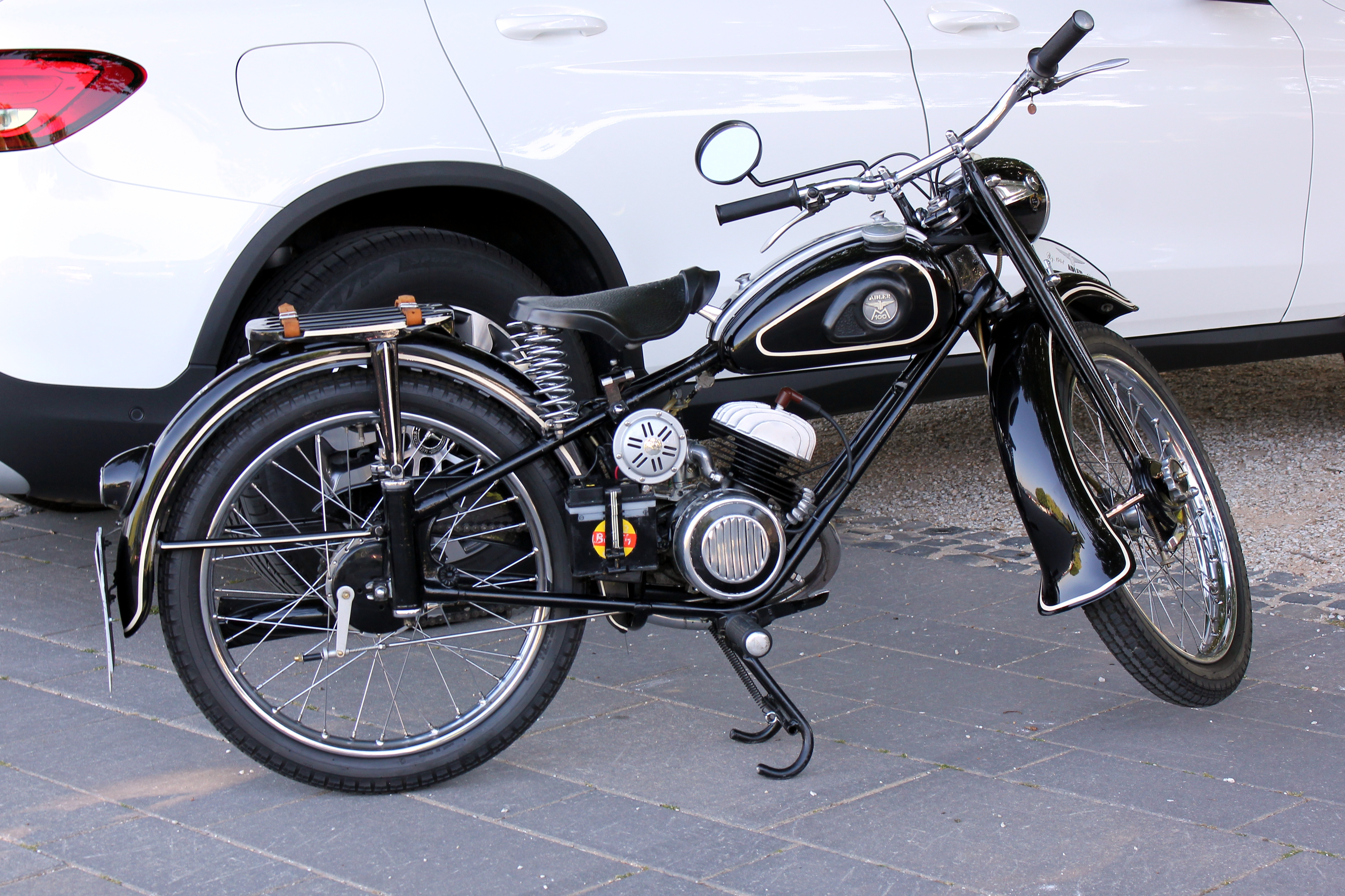
Adler M 100

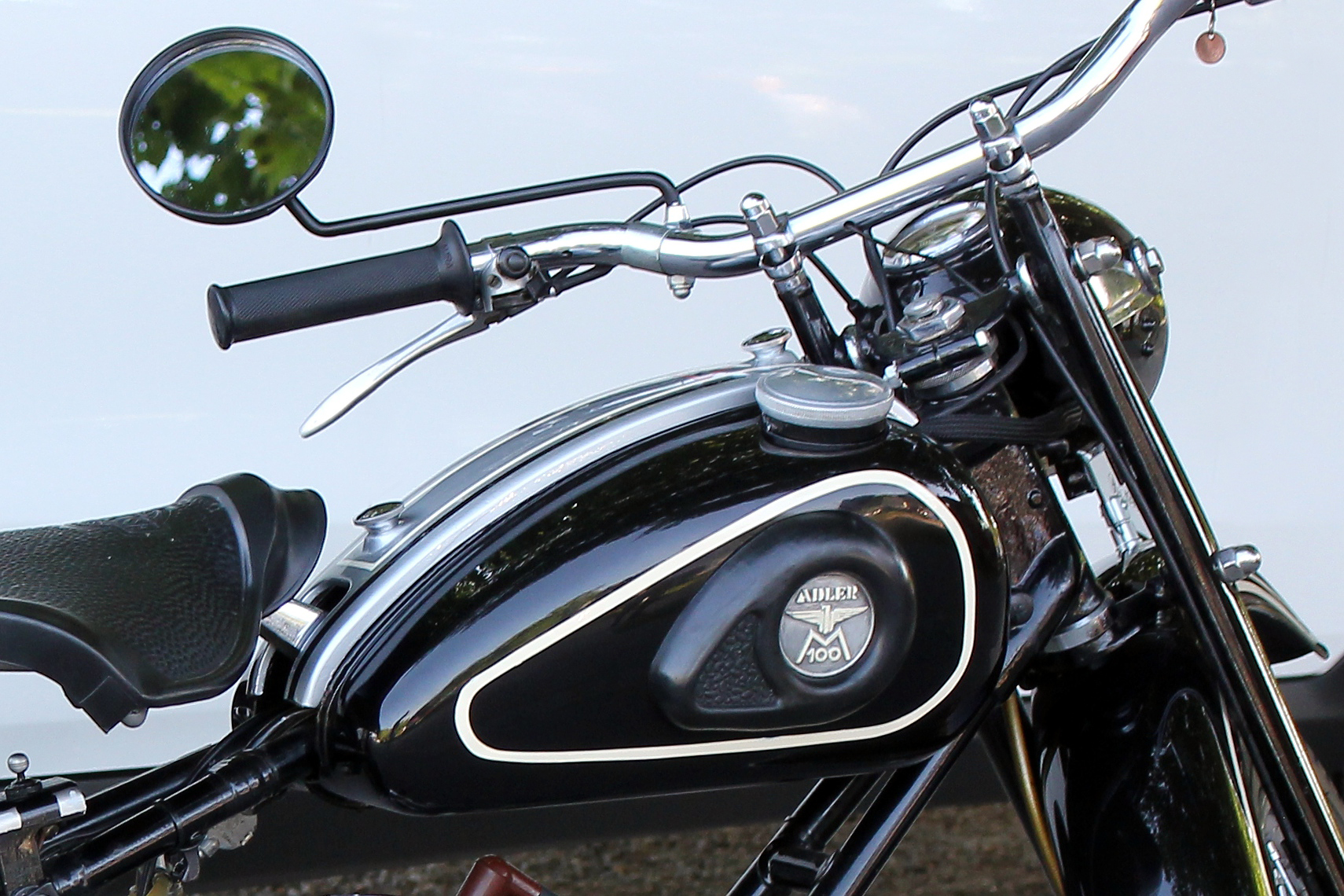
Zweiteiliger Tank mit Werkzeugkasten in der Mitte

| Motor                 | Einzylinder-Zweitakt                                              |
| Hubraum               | 98 cm³                                                            |
| Bohrung × Hub         | 50 × 50 mm                                                        |
| Verdichtung           | 1 : 5,7, ab 1955: 1 : 5,5                                         |
| Nennleistung          | 3,75 PS (2,8 kW) bei 4800/min ab 1955: 4,1 PS (3 kW) bei 5200/min |
| Kühlung               | Luftkühlung (Fahrtwind)                                           |
| Elektrische Anlage    | 6 V, 25/30 W                                                      |
| Getriebe              | 3-Gang mit Fußschaltung                                           |
| Rahmen                | Doppelrohrrahmen                                                  |
| Federung vorn         | Kurzarmschwinge (Reibungsstoßdämpfer)                             |
| Federung hinten       | Geradeweg (nicht gedämpft)                                        |
| Radstand              | 1200 mm                                                           |
| Länge × Breite × Höhe | 1900 × 650 × 865 mm                                               |
| Reifen                | 2.50 × 19, ab 1955: 2.75–19                                       |
| Bremsen               | Trommelbremsen                                                    |
| Leergewicht           | 70 kg                                                             |
| zul. Gesamtgewicht    | 220 kg                                                            |
| Tankinhalt            | ca. 7 Liter, ab 1955: 12 Liter                                    |
| Höchstgeschwindigkeit | 70 km/h                                                           |

## Anmerkung
1. ↑  In Dieter Jorzick/Johann Kleine Vennekate, Adler Motorräder, S. 28, heißt es: „Aufgrund ihres großen Erfolges blieb die Adler M 100 acht Jahre, also von 1949 bis 1957 im Verkaufsprogramm der Adler-Werke.“ In der Hauszeitschrift Adler Schwinge – Mit dem neuen Adler-Programm der Saison 1957, Ausgabe 4/56, ist die Adler M 100 jedoch nicht mehr genannt, sodass die Produktion offensichtlich 1956 endete.

## Einzelnachweis
1. ↑  jimcontent.com. Noris-Schwunglichtmagnetzünder. Abgerufen am 20. August 2018.